# Долгорукова, Софья Алексеевна
Княгиня София Алексеевна Долгорукова, урождённая графиня Бобринская, во втором браке — светлейшая княгиня Волконская (25 декабря 1887, Санкт-Петербург, Российская империя — 8 декабря 1949, Париж, Франция) — фрейлина двора (01.01.1907), русский авиатор, одна из первых женщин-пилотов.

## Биография
Дочь графа Алексея Александровича Бобринского, сенатора, обер-гофмейстера, председателя Императорской Археологической комиссии, от его брака с Надеждой Александровной Половцовой, одной из первых русских женщин-астрономов. Её дед, А. А. Половцов, в своём дневнике 25 декабря 1887 года писал: «Пятница в 7 часов утра родилась у дочери моей Бобринской четвёртая дочь, названная София». Крещена была 24 января 1888 года. С детства увлекалась точными науками. Отлично разбиралась в литературе и писала стихи.
Как и сёстры, Екатерина и Домна, была пожалована во фрейлины двора.
В начале 1907 года вышла замуж за князя Петра Александровича Долгорукова (1883—1925), штаб-ротмистра и конногвардейца. Брак не был удачным и в 1913 году закончился разводом. Их единственная дочь Софка воспитывалась в семье Долгоруких, бабушкой княгиней Ольгой Петровной Долгорукой. Позднее, уже при Советской власти, 12 ноября 1918 года в Петрограде София Алексеевна вторично вышла замуж за дипломата князя Петра Петровича Волконского (1872—1957).
Закончила Женский медицинский институт в Петербурге. В период 1907—1912 годов в качестве врача-хирурга много времени проводила в госпиталях. Во время Второй Балканской войны была в составе русской медицинской миссии. Когда в Сербии началась эпидемия холеры, открыла в городке Кочани больницу. За свою волонтёрскую работу в холерном лагере получила награду из рук сербского короля Петра I.

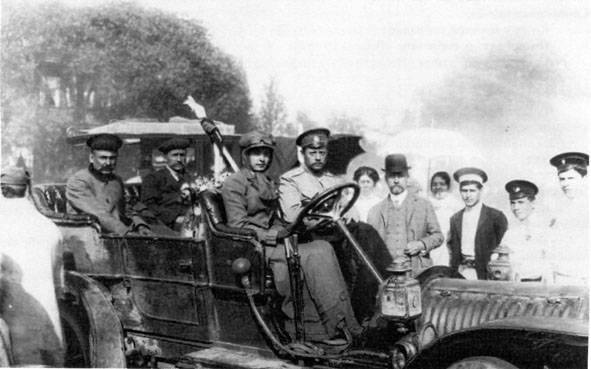
Долгорукова во время Императорского пробега 1910 года

Кроме медицины, интересовалась автомобилями и самолётами. Была одной из первых в России женщин-автомобилисток и авиатрис. Состояла членом Императорского Российского Автомобильного Общества. Была единственной женщиной среди 48 участников Киевского автопробега протяжённостью 3200 км на приз Его Императорского Величества Николая II, проходившего с 16 по 29 июня 1910 года.
В начале 1910-х годов увлеклась авиацией. В 1912 году прошла начальную лётную подготовку в Шартской школе пилотов-авиаторов французского аэроклуба под руководством господина Блерио (фр. Bleriot) в Париже. Вернувшись в Россию, поступила в школу пилотов Императорского Российского Аэро-клуба (ИВАК) и 5 апреля 1914 года получила удостоверение пилота № 234.
С началом Первой мировой войны ходатайствовала о назначении в военную авиацию, но прошение было отклонено, и княгиня Долгорукая ушла на фронт сестрой милосердия. Была награждена Георгиевским крестом. Весной 1917 года премьер-министр Временного правительства А. Ф. Керенский официально разрешил женщинам служить в армии. София Долгорукая служила в 26-м КАО (корпусной авиационный отряд) вместе с Еленой Самсоновой и, возможно, совершила несколько боевых вылетов на разведку в качестве наблюдателя.
После установления Советской власти некоторое время жила в России, но обеспокоенная судьбой дочери, в 1919 году уехала в Англию. В 1921 году возвратилась в РСФСР, чтобы вызволить из тюрьмы своего мужа и уже вместе с ним вернулась в Лондон.
В 1926 году, уже во Франции, вновь сдала экзамены на право вождения автомобиля и стала работать водителем такси. Муж подрабатывал переводами, работал бухгалтером и клерком, в 1927—1928 годах он работал в Дьепе в казино барона Гинзберга, где София Алексеевна также подрабатывала гидом-переводчиком. С 1928 года работала секретарем у маркиза Ганея (фр. Ganay). Во время оккупации Парижа в сентябре 1942 года посещала дочь в немецком плену. Скончалась во Франции 12 декабря 1949 года, похоронена на одном из кладбищ Парижа.

## Семья
Муж — Пётр Александрович Долгоруков, сын обер-гофмаршала А. С. Долгорукова. Дочь — княжна София Петровна Долгорукая (23.10.1907—26.02.1994), воспитывалась бабушкой княгиней Ольгой Петровной Долгорукой. Вместе с ней в апреле 1919 года на борту британского линкора «Мальборо» покинула Россию. Получила образование в частной шотландской школе. В 1931 году вышла замуж за Льва Зиновьева и в этом браке родила двух сыновей, в 1933 году Петра, а в 1935 году — Иэна. В 1937 году развелась и вышла замуж за Грея Скипуита (1912—1942), их сын Патрик (1938). В предвоенные годы благодаря своим коммунистическим симпатиям получила известность как «красная княгиня». В годы оккупации Франции принимала участие в движении Сопротивления, была арестована нацистами. После репатриации вступила в компартию и владела небольшой турфирмой, занимающейся организацией поездок в страны Восточной Европы и СССР. Была автором поваренной книги «Ешьте по-русски», учебника грамматики русского языка для начинающих и цикла переводов.

## Труды
София Алексеевна — автор книги о Москве, изданной в Париже на русском языке в 1928 году; публикации «Горе побеждённым» (1934, Париж); её перу принадлежат статьи и обзоры в «Возрождении» и «Русской мысли».